# かじき座ベータ星
座標:  05h 33m 37.51729s, −62° 29′ 23.3692″
かじき座β星 (かじきざベータせい、Beta Dor / β Doradus / β Dor) は、かじき座で2番目に明るい恒星である。ケフェイド変光星で、3.46等級から4.08等級まで変化する。スペクトル型は、変光に伴ってF4型からG4型に変化する。極大時には超巨星となるが、極小時は輝巨星である。